# Castana
Castana é uma comuna italiana da região da Lombardia, província de Pavia, com cerca de 754 habitantes. Estende-se por uma área de 5 km², tendo uma densidade populacional de 151 hab/km². Faz fronteira com Canneto Pavese, Cigognola, Montescano, Montù Beccaria, Pietra de' Giorgi, Santa Maria della Versa.

## Demografia
| Variação demográfica do município entre 1861 e 2011                               |
|                                                                                   |
| Fonte: Istituto Nazionale di Statistica (ISTAT) - Elaboração gráfica da Wikipedia |